# Džer
Džer, dle Manehta Athótis byl egyptským faraonem 1. dynastie. Vládl přibližně v letech 2999/2949–2952/2902 př. n. l. Je to první faraon, u nějž známe zlaté jméno (Zlatý Hor).

## Vláda
Džer (Itit) na trůn nastoupil po Hor-Ahaovi. Zachovala se spousta nápisů, které nám sdělují informace o jeho vládě. S největší pravděpodobností upevnil zemi a zkonsolidoval zde poměry. S velkou pravděpodobností vedl úspěšnou válku na západě proti Libyjcům, na jihu, kde bojoval s Núbijci, pronikl až k druhému nilskému kataraktu. V době jeho vlády velmi prosperovala ekonomika, rozvíjela se umělecká výroba, zvláště pak klenotnictví a kovotepectví. Po smrti jeho syna Wadžiho se zřejmě na čas stala vládkyní Egypta jeho dcera Meritneit, možná druhá vládkyně v celé historii Egypta (před ní byla možná ženskou panovnicí královna Neithotep).

## Hrobka
Jako většina panovníků 1. dynastie si i Džer možná nechal postavit dvě hrobky. Jednu hrobku si nechal postavit v Abydu (hrobka O v Umm el-Káb). Její nadzemní část měřila zhruba 22×20 metrů. Kolem hrobky bylo objeveno 338 hrobů po všech čtyřech stranách, tyto hroby byly určeny pro královo služebnictvo a otroky. Není však jasné, zda byli pohřbeni a obětováni současně s králem, nebo zde byli pohřbeni poté, co zemřeli přirozenou smrtí.
V období Střední říše byla Džerova hrobka pozměněna a považována za hrob Usira, boha egyptského podsvětí. V jeho hrobce nalezneme také poprvé v historii Egypta serdab.
Druhá Džerova hrobka se možná nachází v Sakkáře. Rozměry její nadzemní části byly přibližně 41,3×15,5 metru. V nadzemní části měla dvacet devět místností, v podzemní šest místností a pohřební komoru. Hrobka v Sakkáře byla možná hrobkou skutečnou, tudíž ta v Abydu by byla jen symbolickou. Mumie však nebyla nalezena ani v jedné z nich.
Mnoho egyptologů je v dnešní době názoru, že hrobky v severní Sakkáře, které jsou přičítány faraonům 1. dynastie, byly určeny vysokým úředníkům a hrobky v Abydu byly jejich skutečné.